# Rosana Cueva
Rosana Margarita Cueva Mejía (Lima, 10 de diciembre de 1961) es una periodista y conductora de televisión peruana. Es conocida por haber sido la directora y conductora con más tiempo del programa de análisis periodístico dominical Panorama, transmitido por Panamericana Televisión.

## Biografía
Rosana Cueva nació en la ciudad de Lima, Perú. Es hija de Víctor Cueva y Dora Mejía.
En 1979, inició sus estudios universitarios en la Facultad de Comunicación en la carrera de Periodismo en la Universidad de Piura, concluyéndolos en 1984. Posteriormente, obtuvo el grado de licenciada.
En 1987, inició su carrera televisiva como reportera de los programas informativos 24 horas y Buenos días, Perú, por Panamericana Televisión. 
Posteriormente, fungió como reportera en 1990 en América (con Jaime Bayly) y La revista dominical, por América Televisión. Luego se trasladaría al programa Contrapunto, por Latina Televisión. Entre sus investigaciones está la relación del Servicio de Inteligencia Nacional del Perú con la prensa del gobierno.
De 2000 a 2004, fue corresponsal en Perú de CNN en Español. Casi en el mismo periodo, entre 2002 y 2004, fue directora y fundadora del programa Cuarto poder, por América Televisión. Sin embargo, renunció junto con todo el equipo por presión del entonces presidente de la república, Alejandro Toledo, luego de haber mostrado un reportaje en el cual se denunciaba la recolección de firmas falsas para la inscripción del partido Perú Posible.
Desde 2010 es directora del programa dominical Panorama, en Panamericana Televisión, y desde el 2011 es su única conductora hasta la fecha.
En 2016, fue denunciada junto con parte del equipo de investigación de su programa por el delito de traición a la patria. Por haber mostrado información comprometedora que involucraba a altos mandos de los servicios de inteligencia policial y militar en la controvertida zona del Vraem.
En 2017, fue merecedora del Premio Anual al Periodismo, de la Cámara de Comercio de Lima, recibiéndolo de las manos del cónsul de la República de China (Taiwán) en Perú.
En 2018, Cueva fue reconocida como la periodista más influyente de la televisión peruana, según la Encuesta del Poder realizada por la revista Semana Económica.
El 25 de enero de 2019, fue reconocida por la Municipalidad de Miraflores con la orden Guamán Poma de Ayala, como reconocimiento a su «honestidad, valentía y defensa de la verdad».
En 2021 y en plena pandemia de COVID-19, se vio envuelta en el escándalo Vacunagate, al darse a conocer que su hija Carmen se había inoculado la vacuna contra el virus. Sin embargo, la periodista aclaró que su hija se había vacunado al formar parte del equipo de investigación de la Universidad Cayetano Heredia.
En abril de 2022, la periodista recibió una carta notarial por parte del presidente de la República, Pedro Castillo, con la intención de que se rectifique por las imputaciones que se dieron durante un reportaje emitido en el programa dominical, Panorama. En él, se asevera que Castillo tendría una estrecha relación con Roberto Aguilar Quispe, un joven empresario que ganó millonarias licitaciones con el Estado en lo que lleva de gobierno el partido político, Perú Libre; lo que se vio confirmado al mostrar imágenes, datadas de diciembre de 2021, en el que ambos juegan un partido de fútbol (cabe recalcar que en varias ocasiones, tanto Castillo como Aguilar Quispe, negaron conocerse y tener relación alguna). La misiva fue criticada por la Defensoría del Pueblo, la Sociedad Nacional de Radio y Televisión, y el Consejo de la Prensa Peruana, aduciendo que es un ataque contra la libertad de expresión.
El domingo siguiente a la emisión del reportaje, Cueva rechazó la circular enviada por el jefe de Estado, alegando que el reportaje fue realizado «cumpliendo con las pautas del periodismo de investigación», además de que contó con la participación de dos peritos que vieron altas probabilidades de que el personaje que aparece en las imágenes, es el mencionado empresario.
Luego de renunciar al dominical, Cueva asumió posteriormente como productora y posteriormente directora del departamento periodístico de Plural TV. En 2024 representó a Canal N que es miembro del Consejo de la Prensa Peruana.

## Créditos

### Televisión
- 24 horas (Panamericana Televisión, 1987-1990), reportera.
- Buenos días, Perú (Panamericana Televisión, 1988-1990), reportera.
- 1990 en América, con Jaime Bayly (América Televisión, 1990), reportera.
- La revista dominical (América Televisión, 1991-1996), reportera.
- Contrapunto (Latina Televisión, 1997), reportera.
- Hildebrandt en sus 13 (Global TV, 1997-1998), reportera.
- CNN en Español (2000-2004), reportera.
- Cuarto poder (América Televisión, 2002-2004), directora.
- Dos dedos de frente (Latina Televisión, 2005-2006), productora.
- Panorama (Panamericana Televisión, 2010-2022), directora desde 2010 y conductora desde 2011.
- América Noticias (América Televisión, 2022-presente), productora.

### Radio
- Rosana Cueva en Exitosa, Radio Exitosa (2017)

### Prensa escrita
- Columna de opinión, Perú21 (2016-2017)[24]